# Alexander Löhr
Alexander Löhr (Drobeta-Turnu Severin, 20 maggio 1885 – Belgrado, 26 febbraio 1947) è stato un generale austriaco, in servizio con la Wehrmacht tedesca durante la seconda guerra mondiale.
Dopo aver esercitato funzioni di comando con le forze aeree austriache (Österreichische Luftstreitkräfte) negli anni trenta, entrò a far parte delle forze armate della Germania nazista dopo l'Anschluss del 1938. Assunse importanti incarichi di comando nella Luftwaffe, dirigendo nella seconda guerra mondiale le operazioni aeree durante la campagna dei Balcani.
Dal 1941 al 1945 tenne il comando supremo di tutte le forze militari tedesche schierate nei Balcani e diresse le operazioni antipartigiane in Grecia e soprattutto sul Fronte jugoslavo. Löhr dimostrò nel complesso abilità e preparazione nel difficile teatro bellico balcanico e riuscì a mantenere il controllo della situazione fino alla primavera 1945, pur dovendo progressivamente evacuare tutti i territori occupati. Caduto prigioniero dei partigiani jugoslavi al termine del conflitto, venne accusato di crimini di guerra, per il sanguinoso bombardamento di Belgrado del 1941 e per le brutali operazioni anti-partigiane, processato, condannato a morte e fucilato.
Löhr fu uno dei tre alti ufficiali austriaci che salirono al rango di Generaloberst nella Wehrmacht tedesca; gli altri due furono Erhard Raus e Lothar Rendulic.

## Biografia

### Primi anni
Alexander Löhr nacque il 20 maggio 1885 a Turnu-Severin nel Regno di Romania; egli era il figlio più giovane di Friedrich Johann Löhr e di sua moglie Catherine, nata Heimann. Suo padre aveva prestato servizio come capitano in una nave ospedale sul Mar Nero durante la recente guerra Russo-Turca e in questo periodo aveva conosciuto sua madre che era una infermiera ucraina, figlia del medico militare russo Michail Aleksandrovič Heimann di Odessa. I due si sposarono nel 1879 e si trasferirono a Turnu-Severin in Romania; la coppia ebbe tre figli: Friedrich, nato nel 1880, Michael, nel 1882, e Alexander nel 1885. Löhr, come i suoi fratelli, frequentò la scuola primaria Reichsdeutsche Evangelische Volksschule in Turnu-Severin.
Il padre si trasferì a Vienna per lavoro e nella capitale dell'Impero Austro-ungarico, Löhr completò la scuola elementare. Dopo essere stato scartato dalla Marina per motivi di salute, egli frequentò dal gennaio 1896 la Militär-Unterrealschule, una scuola militare secondaria, a Kaschau, in Slovacchia, dove rimase fino al 1900. Nel gennaio 1900 Löhr fu trasferito alla scuola per cadetti di fanteria di Temeswar, dove rimase fino al 1903, quando venne inviato a Vienna dove frequentò fino al 1906 i corsi della Theresianische Militärakademie (Accademia militare di Maria Teresa) a Wiener Neustadt. Durante le vacanze estive Löhr visitò, insieme ai suoi fratelli, l'Impero russo, l'Impero ottomano, la Grecia e l'Egitto; mentre si trovava ad Odessa, egli fu testimone del drammatico ammutinamento della corazzata russa Potëmkin nel giugno 1905.
Alexander Löhr completò i suoi corsi all'accademia militare il 18 agosto 1906, genetliaco di Francesco Giuseppe, e ricevette una lusinghiera valutazione finale sulle sue qualità e il suo impegno, nello stesso giorno venne promosso leutnant ed entrò in servizio nel k.u.k. ungarische Infanterie-Regiment Nr. 85 "von Gaudernak" (reggimento di fanteria ungherese Nr. 85 "von Gaudernak" dell'Esercito imperiale e reale) dove divenne comandante di plotone.
Il sottotenente Löhr venne inserito nel III battaglione del reggimento che era stanziato a Leutschau fino al 1908 quando, in conseguenza della crisi bosniaca, la sua unità venne schierata sul confine serbo-bosniaco vicino a Višegrad in caso di complicazioni belliche nei Balcani. Dopo il superamento della crisi con la Serbia, la carriera di Löhr proseguì con regolarità; il 1 novembre 1909 venne promosso tenente, divenne comandante di plotone e capo temporaneo dell'unità mitragliatrici. Dall'ottobre 1910 frequentò i corsi della scuola militare di Vienna fino al settembre 1913 e poco dopo ricevette la nomina a primo tenente a cui seguì l'assegnazione come ufficiale di stato maggiore al comando della brigata trasporti dell'esercito a Vienna. Questo reparto controllava i reggimenti ferroviari, le unità di telecomunicazione, i quadri automobilistici ed anche il nuovo reparto aeronautico e fu in questa circostanza che Löhr entrò per la prima volta in contatto con l'arma aerea austriaca.

### Nella prima guerra mondiale
Alexander Löhr iniziò la prima guerra mondiale come maggiore dello stato maggiore della 5ª Armata schierata sul fronte serbo, con l'incarico fino al 22 settembre 1914 di osservatore pilota; egli condusse operazioni di ricognizione a partire dal 31 agosto. Dalla fine di settembre venne trasferito alla 29ª Divisione di fanteria con incarichi di comando operativo sul campo e fino alla fine del 1914 partecipò ai duri e sanguinosi combattimenti sul fronte balcanico, che terminarono temporaneamente con la ritirata austro-ungarica.

### Nella seconda guerra mondiale
In seguito all'Anschluss entrò a far parte della Luftwaffe. Nel corso della seconda guerra mondiale prese parte alla campagna di Polonia, alla campagna di Grecia, alla battaglia di Creta e alla campagna jugoslava. Al termine del conflitto venne fatto prigioniero dagli jugoslavi il 15 maggio 1945, processato per crimini di guerra nei confronti di civili jugoslavi, condannato a morte e fucilato il 26 febbraio 1947.